# Carla Boni
Carla Boni, nome d'arte di Carla Gaiano (Ferrara, 17 luglio 1925 – Roma, 17 ottobre 2009), è stata una cantante italiana.
Negli anni cinquanta reinterpretò Johnny Guitar, dalla colonna sonora dell'omonimo film western del 1954.
Ha sposato il cantante Gino Latilla nel 1958, dal quale si è separata nel 1968 e successivamente divorziato.

## Biografia
Carla Gaiano nasce a Ferrara il 17 luglio 1925 e comincia a cantare all'età di dieci anni nel 1935, quando entra a far parte della "Compagnia ferrarese di attori-bambini".
L'idea di modificare il cognome da "Gaiano" a "Boni" è nata dalla vincita di alcuni numeri al lotto da parte di un cugino della cantante, vincita avvenuta in un bar denominato "Caffè Boni". Il cugino, tornato a casa dopo la vincita, diede l'idea di modificare il cognome da "Gaiano" a quello del bar e la cugina ne fu subito entusiasta.
Dopo gli studi al conservatorio e un insoddisfacente provino con il maestro Tito Petralia, la cantante colpì l'attenzione del maestro Pippo Barzizza, che l'accolse nella sua orchestra facendole incidere i suoi primi dischi, musicalmente sofisticati e quindi di poco successo.

Arrivano poi anche i primi successi con Le luci di New York di George Gershwin, Il mago Baku che fu un grande successo radiofonico e una versione italiana di With a Song in My Heart, denominata Come canta il mio cuor.

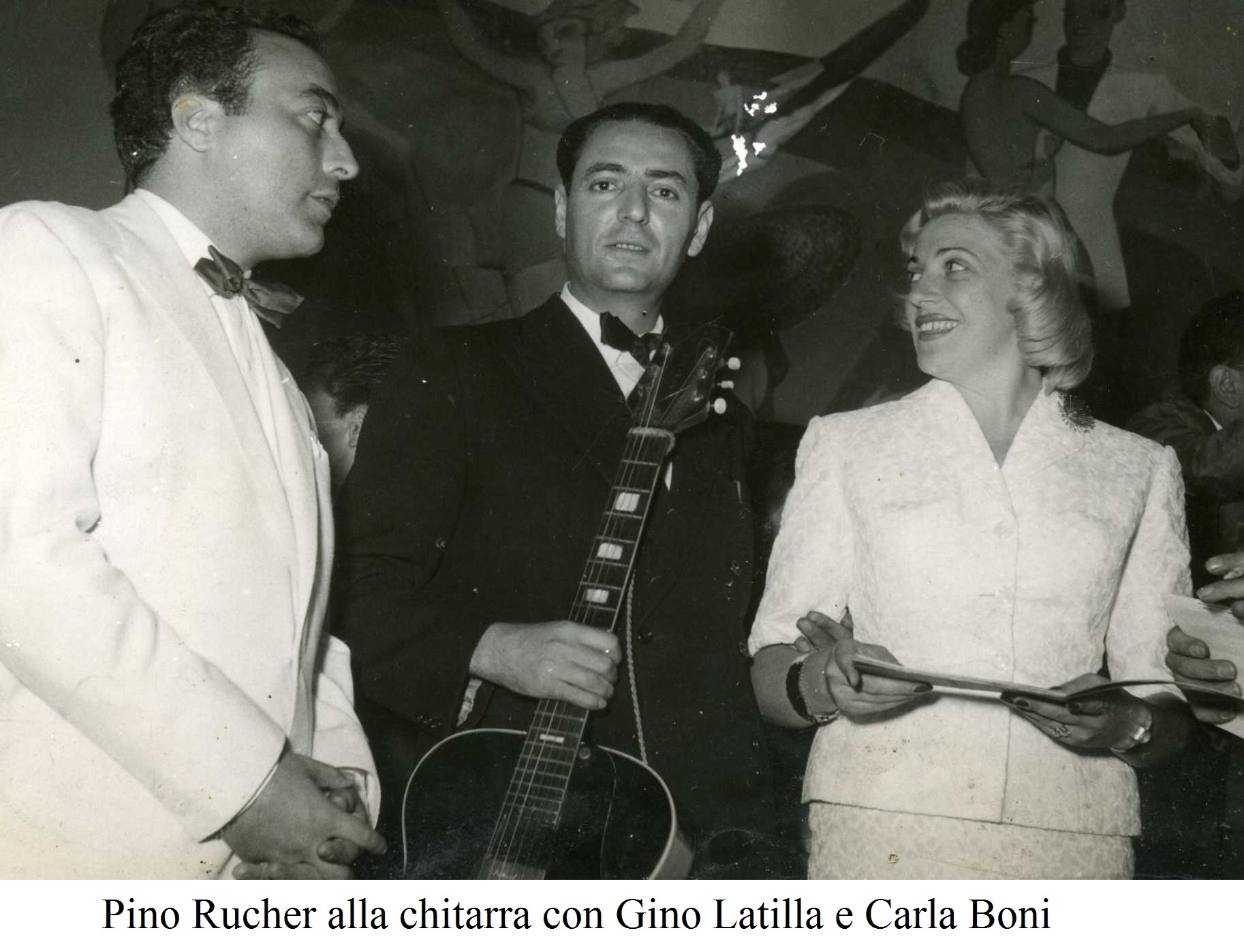
Gino Latilla, Pino Rucher, Carla Boni

Nel 1952 la Boni entra stabilmente nell'organico dei cantanti della Rai, nell'orchestra del maestro Cinico Angelini.
Vince il Festival di Sanremo nel 1953 con Viale d'autunno in coppia con Flo Sandon's ottenendo così un'enorme popolarità; alla stessa manifestazione presenta anche il brano Acque amare composto da Carlo Alberto Rossi, che seppure escluso dalla finale le vale il record, tuttora imbattuto nella storia del Festival, di 3 minuti e 5 secondi di applausi.
Nel 1955 vince il Festival di Napoli con 'E stelle 'e Napule in coppia con il futuro marito Gino Latilla e Maria Paris. Lo stesso anno, vince anche il Festival internazionale della canzone di Venezia, insieme con il marito Gino Latilla e il Quartetto Cetra, con la canzone Vecchia Europa.
Nel 1956 porta al successo la celebre Mambo Italiano mentre l'anno successivo ottiene un altro exploit al Festival di Sanremo con Casetta in Canadà. Grande successo ottenne la sua appassionata interpretazione del successo internazionale Bésame mucho che servì a distinguerla dalla più trattenuta Nilla Pizzi. Appare nello stesso anno nel film I miliardari, diretto da Guido Malatesta.

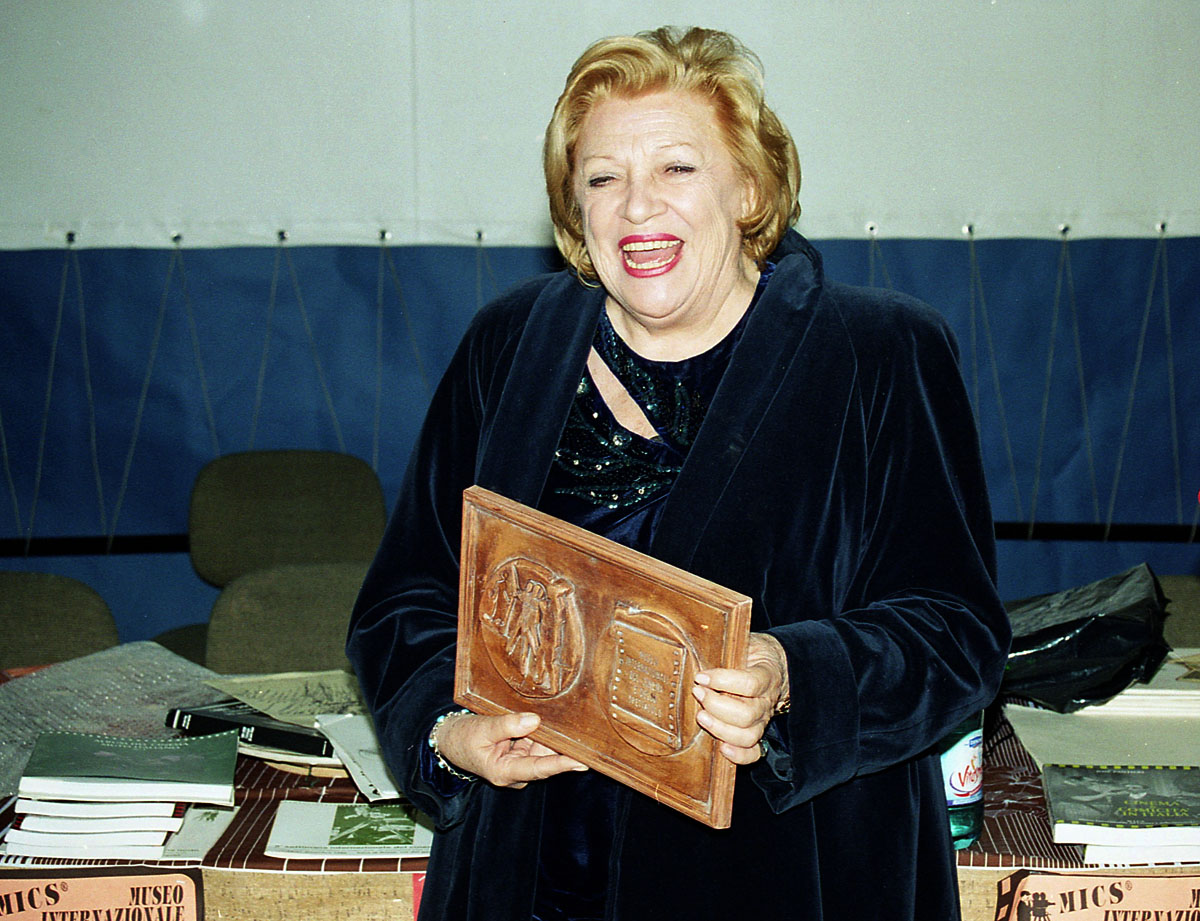
Carla Boni ritira il premio alla carriera al Museo internazionale del cinema e dello spettacolo 22 novembre 2000

In totale la cantante collezionerà 5 presenze al Festival di Sanremo (dal 1953 al 1961) ed altrettante al Festival di Napoli (dal 1952 al 1962), oltre a partecipazioni ad altre rassegne musicali del periodo come Canzonissima e, nel 1964, la prima edizione de Un disco per l'estate.
Nel 1986 è presente come ospite fissa per 13 puntate al varietà condotto da Paolo Villaggio, Un fantastico tragico venerdì insieme a Achille Togliani, Giorgio Consolini e Joe Sentieri.
Ha poi attraversato un lungo periodo in cui ha alternato momenti di pausa a concerti e alla rivisitazione dei suoi successi, esibendosi anche in gruppo con i colleghi di un tempo (Nilla Pizzi, Gino Latilla, Giorgio Consolini) formando Quelli di Sanremo e doppiando Virna Lisi nelle parti cantate del melodramma erotico di Alberto Lattuada La cicala (1980).
Alla fine degli anni novanta è tornata alla ribalta grazie alla partecipazione nel singolo dei Flabby: una cover del suo maggior successo, Mambo Italiano: ha poi dato alle stampe i brevi romanzi autobiografici Ribalta spenta (1994) e Ribalta accesa (1997), presentati come opere di fantasia ma con molti riferimenti a eventi e personaggi reali, tra cui Nilla Pizzi, Cinico Angelini, il Duo Fasano e Gino Latilla.
Il 22 novembre 2000 riceve il premio alla carriera al Museo internazionale del cinema e dello spettacolo.
Nel 2001 è ospite, con Narciso Parigi e Mario Trevi, alla trasmissione Mezzogiorno in famiglia. Nel 2002 ha partecipato anche alla raccolta Tutti pazzi per Rettore incidendo il brano Kobra.
Durante la sua lunga carriera coltiva anche la passione di comporre poesie. Come paroliera vanno ricordate le canzoni: Till (versione italiana della celeberrima song) e T'invito al concerto, composta da Italo Salizzato.

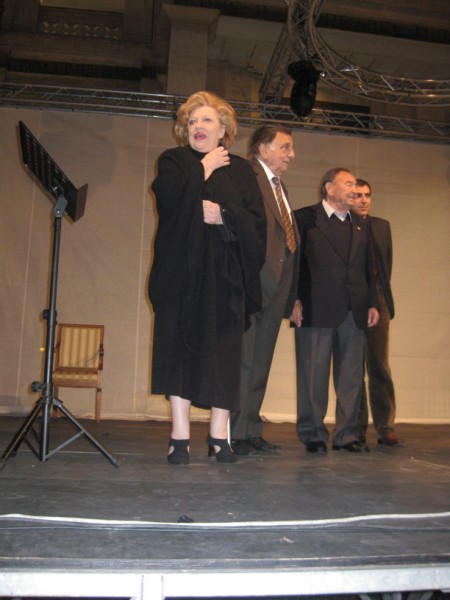
Carla Boni insieme a Franco De Gemini, Giorgio Consolini e Carlo Posio durante la manifestazione Omaggio a Pino Rucher, una vita per la chitarra tenutasi a Manfredonia

Nell'ottobre 2007 è uscito un album di canzoni inedite, intitolato Aeroplani ed angeli, scritte da giovani cantautori, come Alessandro Orlando Graziano, anche ideatore e produttore del progetto discografico.
Nel 2008 partecipa a diverse puntate della prima edizione de I migliori anni dove interpreta dal vivo e in diretta alcuni dei suoi successi come Mambo italiano, Que serà e Casetta in Canadà.
Il 5 ottobre 2008 ha partecipato al memorial di Pino Rucher (chitarrista Rai) a 12 anni dalla sua morte. La manifestazione è stata patrocinata dal Comune di Manfredonia e dalla Provincia di Foggia.

## La morte

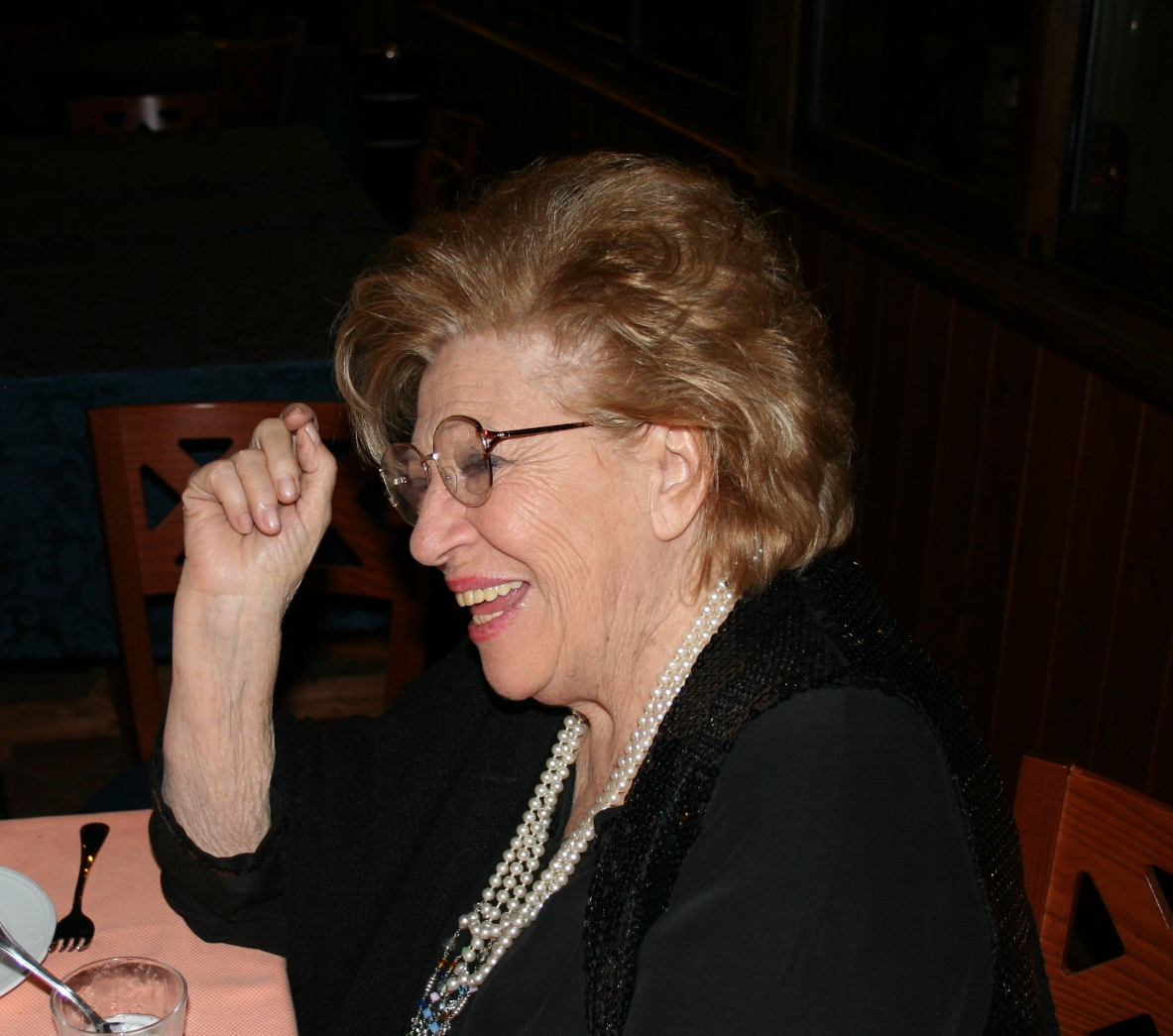
Carla Boni nel 2008

Negli ultimi mesi di vita, già malata, ha voluto realizzare un video del brano Portami in India per congedarsi dal suo pubblico, girato insieme sempre ad Alessandro Orlando Graziano.
È morta a Roma il 17 ottobre 2009 dopo una lunga malattia ed è stata tumulata in una tomba a terra nel cimitero di Roma - Prima Porta.
Il seguente messaggio, scritto di proprio pugno da Carla Boni qualche anno prima, è stato letto per il suo funerale a Ferrara:
"Ho ricevuto il mio congedo. Vi dico addio amici miei, mi inchino a voi tutti e prendo commiato. Ecco, rendo le chiavi della mia posta. È giunta l'ora della partenza. Parto a mani vuote ma con tanta speranza. In questo teatro ho recitato la mia parte, ciò che ho visto è stato insuperabile! La mia vita è stata benedetta ed accetto in silenzio la mia partenza. A chi mi aspetta, offro la coppa colma della mia vita, i giorni dell'autunno, le notti d'estate e le ore d'amore. Arpe, suonate le ultime note, parto a mani vuote verso il tramonto e verso la mia ultima meta. Carla Boni".

## Partecipazioni al Festival di Sanremo
- 1953
  - Viale d'autunno abbinata a Flo Sandon's - 1 posto
  - Il passerotto abbinata al Quartetto Stars - 6 posto
  - Acque amare abbinata a Katyna Ranieri - Non Finalista
  - Buona sera abbinata a Flo Sandon's - Non Finalista
  - Qualcuno cammina abbinata a Flo Sandon's - Non Finalista
- 1954
  - Non è mai troppo tardi abbinata a Flo Sandon's - 5 posto
  - Arriva il direttore eseguita insieme a Gino Latilla e Duo Fasano abbinata al Quartetto Cetra - Non Finalista
  - Berta filava eseguita con il Duo Fasano abbinata a Giorgio Consolini - Non finalista
  - Cirillino-Ci eseguita con il Duo Fasano abbinata al Quartetto Cetra - Non finalista
  - Un diario abbinata al Quartetto Cetra - Non finalista
- 1957
  - Casetta in Canadà eseguita con Gino Latilla e Duo Fasano abbinata a Gloria Christian con Poker di Voci - 4 posto
  - Per una volta ancora abbinata a Nunzio Gallo - 8 posto
  - Le trote blu eseguita con il Duo Fasano abbinata a Gloria Christian con Natalino Otto e Poker di Voci - 10 posto
  - Un sogno di cristallo abbinata a Jula de Palma - Non finalista
  - Il mio cielo abbinata a Luciano Virgili - Non finalista (Serata dedicata agli autori indipendenti)
- 1958
  - Timida serenata eseguita con Gino Latilla abbinata a Gloria Christian e Aurelio Fierro - 6 posto
  - Non potrai dimenticare eseguita con Gino Latilla abbinata a Natalino Otto
  - Arsura abbinata a Giorgio Consolini - Non finalista
  - Io sono te abbinata a Cristina Jorio - Non finalista
- 1961
  - Tu con me abbinata a Aurelio Fierro - Non finalista

## Programmi radio RAI
- Cantate con noi, Fantasia musicale con Fiorella Bini, Norma Bruni, Carla Boni, Fausto Cigliano, orchestre di Cinico Angelini e Pippo Barzizza presentano Corrado e May Britt 1956

## Filmografia
- ...e Napoli canta!, regia di Armando Grottini (1953)
- San Remo canta, regia di Domenico Paolella (1956)
- Il conte di Melissa, regia di Maurizio Anania (2000)

## Narrativa
- Ribalta spenta, ed. Greco & Greco, 1994
- Ribalta accesa, ed. Greco & Greco, 1997